# James Thomas Law
James Thomas Law (1790-1876) est un ecclésiastique anglais, chancelier du Diocèse de Lichfield à partir de 1821.

## Biographie

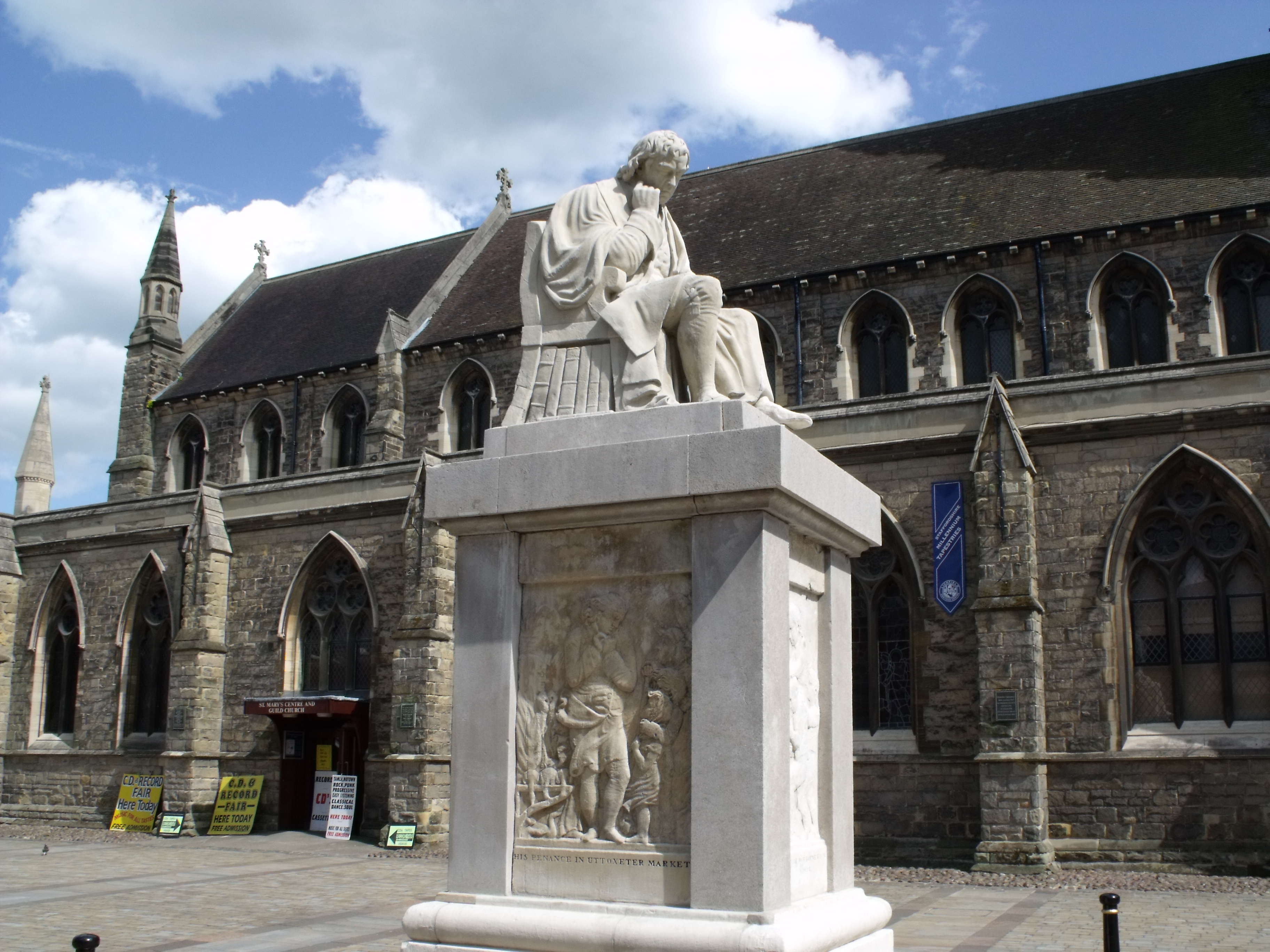
La statue de Samuel Johnson à Lichfield a une inscription enregistrant son don par Law en 1838

Il est le fils aîné de George Henry Law, Évêque de Bath et Wells, et de Jane, fille du général James Whorwood Adeane, député de Babraham, Cambridgeshire. Il fait ses études au Christ's College de Cambridge, obtient son diplôme de BA en 1812 en tant que deuxième senior optime et devient membre du collège. Il entre dans les ordres en 1814 et obtient sa maîtrise en 1815 .
Le 9 avril 1818, Law est nommé prébendier de la Cathédrale de Chester et le 18 juillet suivant prébendier de la Cathédrale de Lichfield. En 1821, il est nommé chancelier du diocèse de Lichfield, en 1824 commissaire de l'archidiaconé de Richmond, et en 1840 commissaire spécial du diocèse de Bath et Wells .
Law soutient la Birmingham School of Medicine and Surgery au Queen's College de Birmingham, dont il est élu directeur honoraire en 1846, et le Lichfield Theological College. Il est maître du St John's Hospital, Lichfield .
Law est un bienfaiteur de la ville de Lichfield. En 1838, il donne la statue de Samuel Johnson sur la place du marché. La fontaine du chancelier Law à Beacon Park est inaugurée en 1871 .
Law meurt à Lichfield le 22 février 1876. Son monument funéraire dans le cimetière de St Michael sur Greenhill, Lichfield est un bâtiment classé ; il avait à l'origine une horloge éclairée au gaz.

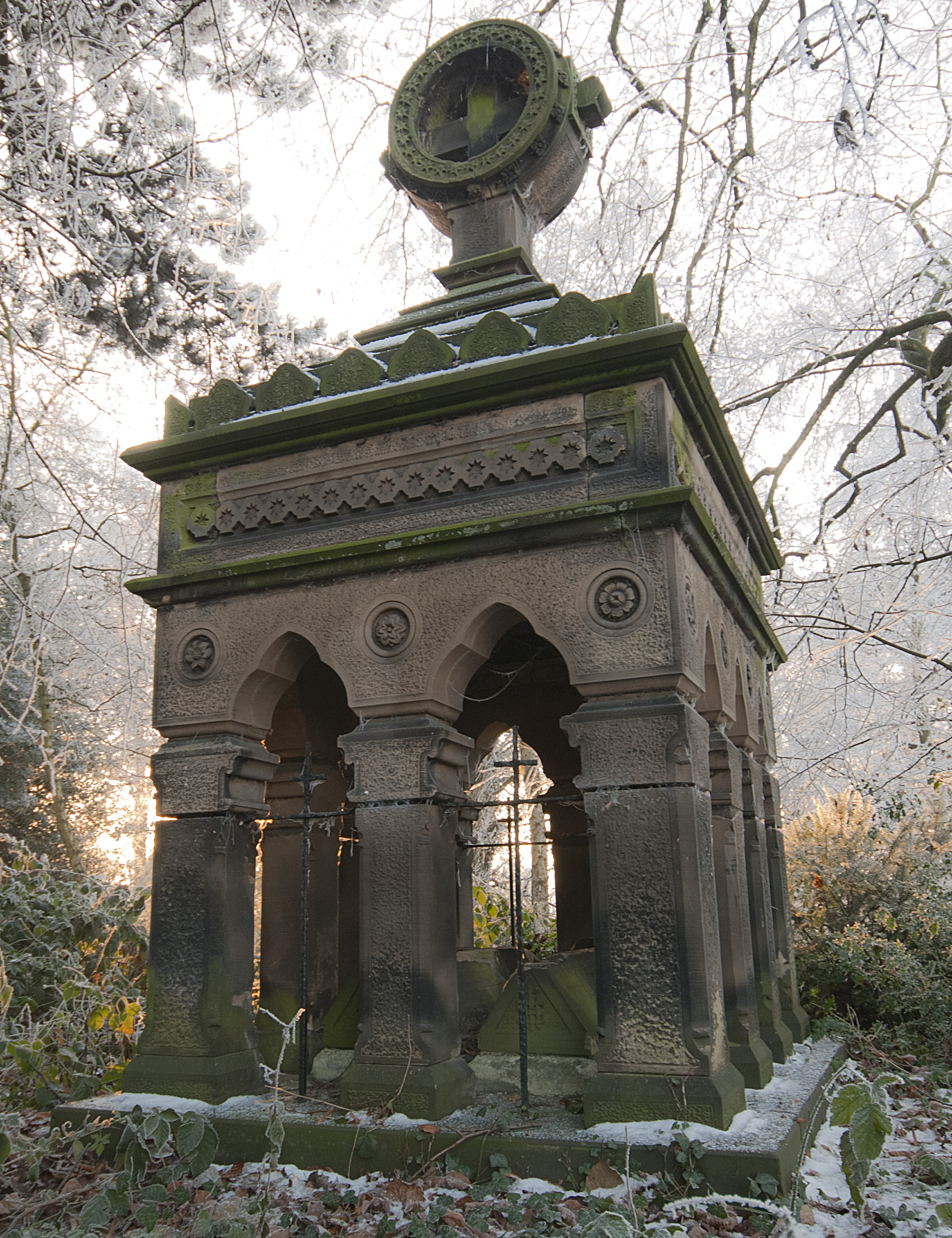
Mausolée de James Thomas Law à St Michael on Greenhill, Lichfield

## Travaux
Il publie plusieurs pamphlets : 
- Une exposition catéchétique du Credo des Apôtres, Londres, 1825.
- The Poor Man's Garden, ou quelques brèves règles pour réglementer les attributions de terres aux pauvres pour les jardins de pommes de terre, Londres, 1830; 4ème édition. 1831.
- Les lois pour la construction et la promotion de la construction d'églises supplémentaires dans les paroisses peuplées arrangées et harmonisées, Londres, 1841 ; 3ème édition. 1853.
- Les Statuts ecclésiastiques en général, extraits du grand corps du droit statutaire et organisés sous des titres séparés, 5 vol. Londres, 1847.
- Leçons sur le droit ecclésiastique d'Angleterre, pt. je. Londres, 1861.
- Conférences sur la fonction et les devoirs des marguilliers, Londres, 1861.
- Matériaux pour une brève histoire de . . . Collège Queen's, Birmingham; avec un supplément et des annexes, arrangé par M. Chancellor Law , Lichfield, 1869.

Law publie également Forms of Ecclesiastical Law, Londres, 1831 (une autre édition en 1844); c'est une traduction de la première partie de l'Ordo Judiciorum de Thomas Oughton. Il y a avec lui des documents d'autres juristes et autorités : Praxis de Francis Clerke ; La pratique d'Henry Conset des tribunaux spirituels ou ecclésiastiques ; John Ayliffe « s Parergon; Assistant du greffier de William Cockburn dans la pratique des tribunaux ecclésiastiques ; et le Codex juris ecclesiastici Anglicani d' Edmund Gibson .

## Famille
Le 16 décembre 1820, Gray épouse Lady Henrietta Charlotte Grey (1799-1866), fille aînée de George Grey (6e comte de Stamford). Ils ont quatre enfants .